# Märkische Kaserne
Die Märkische Kaserne (bis 1990 Rudolf-Gyptner-Kaserne) war bis 2006 eine Kaserne der Bundeswehr im Ortsteil Lehnitz der Stadt Oranienburg nördlich von Berlin. Die 1975 fertiggestellte Liegenschaft wurde bis 1990 von der Nationalen Volksarmee der Deutschen Demokratischen Republik genutzt.

## Lage
Die Kaserne liegt im Landkreis Oberhavel im Land Brandenburg etwa zweieinhalb Kilometer südöstlich des Stadtzentrums von Oranienburg. Nördlich der Liegenschaft verläuft die Landesstraße 211 nach Mühlenbeck, nord- und ostwärts grenzte sie an den damaligen Truppenübungsplatz Lehnitz. Westlich der Kaserne verläuft die Berliner Nordbahn mit dem Bahnhof Lehnitz. Der ostwärtige Teil der Kaserne liegt auf dem Gebiet der Gemeinde Hohen Neuendorf.

## Benennung
Die Kaserne war anfangs nach dem Kommunisten Rudolf Gyptner benannt. Im Zuge der Übernahme der Kaserne von der NVA durch die Bundeswehr erfolgte die Umbenennung in Märkische Kaserne nach der Mark Brandenburg.

## Geschichte
Die Kaserne wurde 1975 für die NVA in der damals selbständigen Gemeinde Lehnitz errichtet. Diese stationierte das Artillerieregiment 1 in der Kaserne. Im Mai 1987 fand in der Kaserne ein Geheimtreffen der Verteidigungsminister der Staaten des Warschauer Vertrags statt. Im Jahr 1990 übernahm die Bundeswehr die Liegenschaft. Lehnitz blieb Artillerie-Standort, denn zum 1. April 1991 stellte die Bundeswehr das Panzerartilleriebataillon 425 auf. 1992 probte die Band Karat in der Kaserne. Am 26. Oktober 2003 wurde Oranienburg durch die Eingemeindung von Lehnitz Standort der Kaserne. 2005 wurde eine neue Truppenküche fertiggestellt und Straßen in der Kaserne erneuert. Zum 30. Juni 2006 endete mit der Auflösung des Panzerartilleriebataillons 425 die militärische Nutzung.
Seit 2015 befindet sich auch eine Ayslbewerberunterkunft auf dem Gelände. Teile der ehemaligen Truppenunterkünfte wurden in Wohngebäude umgebaut. Im nordwestlichen Bereich der ehemaligen Kaserne soll laut Bauleitplanung der Stadt Oranienburg das „Wohnquartier Am Mühlenbecker Weg“ entstehen.

## Ehemalige Dienststellen
Folgende Dienststellen (Auswahl) waren in der Kaserne stationiert:
Bundeswehr:
- Panzerartilleriebataillon 425
- Panzerjägerkompanie 420
- Panzerpionierkompanie 420
- Ausbildungszentrum für Personal in integrierter und nationaler Auslandsverwendung
- Unterstützungspersonal Standortältester Lehnitz
- Standortfeldwebel Lehnitz
- Fernmeldesystembezirk 802/4
- Kraftfahrausbildungszentrum Lehnitz
- Truppenübungsplatzkommandantur Lehnitz
- Standortsanitätszentrum Lehnitz
- Zahnarztgruppe Lehnitz

NVA:
- Artillerieregiment 1
- Führungsbatterie Chef Raketentruppen/Artillerie 1
- Bataillon Chemische Abwehr 1
- Lehrgang zur Hochschulreifeausbildung